# Mãe Stella de Oxóssi
Mãe Stella de Oxóssi  (Salvador, 2 de mayo de 1925 – Santo Antônio de Jesus, 27 de diciembre de 2018), nacida Maria Stella de Azevedo Santos, también conocida como Odé Kayodê, fue una iyalorixá o sacerdotisa brasileña de la religión candomblé. Fue la quinta iyalorixá (sacerdotisa principal) de Ilê Axé Opô Afonjá, un candomblé terreiro en Salvador (Bahía). Se formó como enfermera de salud pública, se inició en el candomblé en 1939 y se convirtió en la iyalorixá de Ilê Axé Opô Afonjá en 1976. Destacó por escribir sobre las creencias y prácticas del candomblé más para el público en general que para los practicantes. Tras un derrame cerebral, se retiró al interior de Bahía y, tras su muerte en 2018, fue enterrada en Salvador.

## Trayectoria
De Oxóssi nació en Salvador, y fue la cuarta hija de Thomázia de Azevedo Santos y Esmeraldo Antigno dos Santos. Al quedarse huérfana, su tía materna se encargó de su crianza. Estudió en la Universidad Federal de Bahía y se graduó de la Escuela de Enfermería y Salud Pública. Trabajó como enfermera de salud comunitaria durante más de treinta años.
Fue iniciada por Mãe Senhora (1890-1967), el 12 de septiembre de 1939, a la edad de 14 años. En ese momento, recibió el orukó (nombre espiritual) de Odé Kayodê. Estudió con Mãe Senhora hasta su muerte en 1967 en Ilê Axé Opô Afonjá. Fue nombrada, entonces, quinta iyalorixá de Ilê Axé Opó Afonjá el 19 de marzo de 1976, sucediendo a Mãe Ondina de Oxalá (1916-1975). Se retiró de la enfermería ese mismo año.
A partir de 1981, De Oxóssi visitó los lugares sagrados yoruba en Osogbo, Estado de Osun en Nigeria. Con esta visita se iniciaron intercambios religiosos y culturales entre las comunidades religiosas candomblé y yoruba de Brasil y Nigeria. También comenzó a escribir artículos y libros sobre las tradiciones y prácticas del candomblé, que en gran parte se habían transmitido por vía oral hasta el siglo XX.  
Abrió el Museo Ohun Lailai en 1981, el primer museo público adscrito a un candomblé terreiro. El museo exhibe ropa usada en los rituales del candomblé, así como sillas, objetos rituales, instrumentos rituales y utensilios de cocina. Estos estaban en gran parte ocultos o eran desconocidos para el público en general antes de la apertura del museo. Hizo campaña por el reconocimiento de Ilê Axé Opô Afonjá por parte del Instituto do Patrimonio Histórico e Artístico Nacional (IPHAN). El terreiro fue reconocido como un sitio histórico protegido federal en 1999.

## Creencias
De Oxóssi se destacó por su oposición al sincretismo entre el candomblé y el catolicismo, base de la práctica del candomblé desde hace mucho tiempo. Al escribir sobre el respeto mutuo entre las religiones, manifestó que "no estoy en contra de la Iglesia católica, sino en contra del sincretismo". Abogó por la eliminación de las estatuas de santos católicos de los altares del candomblé y utilizó el idioma yoruba, con la utilización del término iyalorixá en lugar del portugués mãe de santo. También defendió el uso del yoruba tanto en las prácticas de nombres como en la liturgia.
Los que practican y creen, testifican y sienten. La fe abarca a toda la persona. No se alcanza por el intelecto. Además, solo se llega al Orisha a través del corazón. [...] No elegimos al Orisha. Es él quien nos elige, lo mismo ocurre, creo, en todo tipo de sacerdocio y en todas las religiones. Lo importante es que el amor se encargue de nuestras vidas.

## Muerte
De Oxóssi se mudó a la ciudad de Nazaré en el interior de Bahía en 2017, tras sufrir un derrame cerebral. Murió en Santo Antônio de Jesus el 27 de diciembre de 2018. Tras algunos desacuerdos acerca de dónde debían hacerse las exequias, fue enterrada en Salvador.